# Padunia pallida
Padunia pallida là một loài Trichoptera trong họ Glossosomatidae. Chúng phân bố ở miền Cổ bắc.